# Anthony Noreiga
Anthony Andre Noreiga (15 gennaio 1982) è un ex calciatore trinidadiano, di ruolo difensore.